# Neonitocris plicata
Neonitocris plicata är en skalbaggsart som först beskrevs av Hintz 1919.  Neonitocris plicata ingår i släktet Neonitocris och familjen långhorningar. Inga underarter finns listade i Catalogue of Life.